# 상 (장기)
상(象)은 장기에 사용되는 기물 중 하나이다. 시작할 때 양측이 각각 2개의 기물을 가지고 시작한다. 차(車), 포(包), 마(馬)과 함께 대기물(大棋物)에 속한다. 기물 점수는 사와 같은 3점이다. 차투랑가의 가자에서 유래하였으며, 한자 象은 코끼리라는 뜻을 가지고 있다.

## 초기 배치
상의 초기 배치는 각 판차림에 따라 초기에 배치하는 위치가 달라진다.
초의 입장에서 볼때 각 차림에 따른 상의 위치는 다음과 같다.
| 차림       | 그림 | 왼상 | 오른상 |
| ---------- | ---- | ---- | ------ |
| 왼상차림   |      | 02   | 07     |
| 오른상차림 |      | 03   | 08     |
| 안상차림   |      | 03   | 07     |
| 바깥상차림 |      | 02   | 08     |

만약 한과 초가 모두 왼상차림일경우 상의 배치는 다음과 같다.
위의 그림에서 각 상의 초기 위치에 따른 명칭은 다음과 같다.
- 12 & 02의 상 : 왼상
- 17 & 07의 상 : 오른상

주의할것은 “왼상”과 “오른상”은 “왼상차림”과 “오른상차림”과는 다른 용어이다. 왼상과 오른상은 차림 용어가 아니라 초기 배치시 각 상의 위치의 따른 명칭이다.

### 예외
만약 조선민주주의인민공화국에서 쓰이는 기동차 차림을 한과 초가 모두 차릴 경우 상의 초기 위치는 다음과 같게 된다.
기동차 차림의 경우 보기와 같이 상이 01, 09, 11, 19 자리에 배치하게 된다.
하지만 대한민국에서는 기동차 차림을 현재 공식적으로 인정하지 않고 있다.

## 기물의 이동
상의 기본적인 행마법은 다음과 같다.
상하 또는 좌우로 한칸을 간 후에 같은 방향쪽으로 대각선으로 두칸 이동한다.

### 예외
만약 보기와 같이 장애물이 상을 막고 있을 경우, 예외가 생기게 된다.
현재 각각 병이 있는 자리를 멱이라고 하는데, 멱이란 기물의 이동이 막혀있는 길(길목)으로 순우리말 장기 용어이다. 이곳에 기물이 있을 경우 상은 그쪽 방향으로 이동이 불가능하다. 마(馬)는 멱이 한 군데밖에 없는 반면, 상은 대각선으로 멱이 한 군데가 더 있다. 보통 초심자들이 멱을 잘 모르고 장기를 둘때가 있는데, 멱도 모르고 장기를 둔다는 뜻인 멱부지(멱不知)라는 격언이 있다.

## 상의 가치
점수제 방식의 대국에서는 각 기물의 점수적인 가치는 다음과 같다.
|             | 궁(장) | 차 | 포 | 마 | 상 | 사 | 졸·병 |
| 기물의 점수 | ∞      | 13 | 7  | 5  | 3  | 3  | 2     |

다른 장기 기물과 비교를 하였을 때, 점수를 보면 상은 3점이다. 사와 비록 점수는 같으나, 초반에 상으로 적군의 사를 상쇄 해버리면, 나중에 다른 기물로 궁을 공격할 때 유리한 경우가 나올수 있다. 또한 상의 진출로는 얼핏 눈에 잘 드러나지 않기 때문에, 장기를 처음 배우는 사람들은 상을 잘 활용하지 못하는 경우를 볼 수 있다. 그러나 고수들의 관점에서 바라보면 상이 오히려 마보다 더 활용가치가 간혹 높을 때가 있으며, 상으로 상대편의 차를 잡는 경우가 가끔 발생하며 상을 희생해서 상대의 기물 두 개를 같이 죽이는 소위 ‘둘잡이’가 가능하다.

## 샹치와의 차이점
- 한국식 장기에서는 상이 쓸 용(用)자 형태로 움직이지만 샹치에서는 밭 전(田)자 형태로 움직인다.
- 한국식 장기에서는 상이 상대방 진영으로도 진출할 수 있어 공격용으로 사용할 수 있지만 샹치에서는 가운데의 강을 건널 수 없기 때문에 사처럼 방어 전용 기물이 된다.

## 관련 용어
- 면상 : 포 대신 상을 중앙의 궁 바로 위에 위치하는 것을 말한다.[1]
- 면상 포진 : 궁성 9자리중 맨 위 가운데 자리인 “면(面)”에 상을 배치시키는 포진으로 양포의 활용을 통한 농포 공격이 이루어진다.[2]
- 양귀상 포진 : 궁성의 양쪽 귀에 양상을 배치시키는 포진으로 사용 빈도가 가장 적다.[2]
- 긴상 : 장기판 중앙에서 상이 움직일 수 있는 행마는 총 8가지인데 그 중에서 옆으로 움직이는 좌.우 4가지 행마 형태를 말한다. 장기판의 가로선이 세로줄보다 길기 때문에 상이 옆으로 움직일 경우 길어 보이는 점으로 인해 붙여진 이름이다.[3]
- 바른상 : 긴상과 비교되는 행마로 상이 앞이나 뒤로 움직일 때의 4가지 행마 형태.[3]